# Cykliskt adenosinmonofosfat

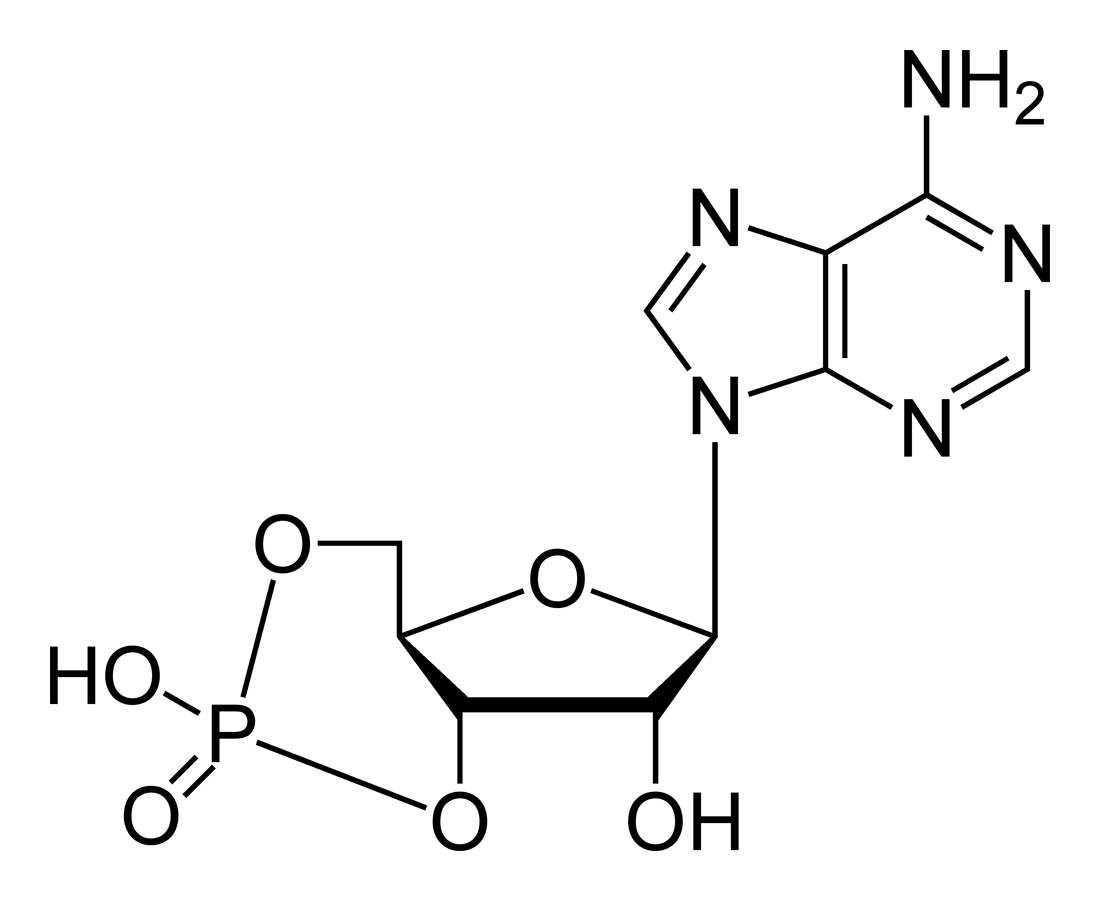
cAMP:s struktur

Cykliskt adenosinmonofosfat, adenosin-3',5'-vätefosfat, Cykliskt AMP eller cAMP är en adeninbaserad, cyklisk nukleotid som deltar i bildandet av DNA och RNA, genom att fungera som sekundär budbärare åt flera signalsubstanser och hormoner och dessas receptorer, inuti cellerna. 
cAMP har en avgörande roll i flera signalsubstansers verkningsmekanism. Signalsubstansen binder och aktiverar en G-proteinkopplad receptor  på cellmembranet på målcellerna. Detta aktiverar ett så kallat G-protein, som sin tur aktiverar enzymet adenylatcyklas. Några G-proteinkopplade receptorer fungerar stimulerande och några hämmande på adenylatcyklaset. Adenylatcyklaset bildar därefter cAMP inuti cellen av adenosintrifosfat (ATP). Sedan cAMP har verkat ombildas den till adenosinmonofosfat av enzymet fosfodiesteras. Nedbrytningen av cAMP till adenosinmonofosfat reglerar nivån av cAMP i cellerna.
cAMP fungerar som en sekundär budbärare åt signalsubstanser och hormoner som inte förmår tränga igenom cellmembranet. I cellen påverkar cAMP proteinkinaser som PKA och PKC, samt aktiviteten på Ca2+ i jonkanalerna. 